# Iris longiscapa
Iris longiscapa là một loài thực vật có hoa trong họ Diên vĩ. Loài này được Ledeb. miêu tả khoa học đầu tiên năm 1852.